# Колон-Зайас, Лиза
Лиза Колон-Зайас (англ. Liza Colón-Zayas; род. 15 июля 1972, Бронкс, Нью-Йорк, США) — американская актриса и драматург. Наибольшую известность получила после роли Тины Марреро в комедийной драме «Медведь», за которую получила премию «Эмми» в категории «Лучшая женская роль второго плана в комедийном телесериале» (2024). Номинантка на премию «Золотой глобус» (2025)

## Ранняя жизнь
Она родилась как Лиза Колон в 1972 году в Бронксе, штат Нью-Йорк. Она получила степень бакалавра театрального искусства в Университете штата Нью-Йорк в Олбани. Она пуэрториканка по происхождению.

## Карьера
Колон-Зайас начала свою карьеру на офф-Бродвее. Она ворвалась в массовый театральный мир, когда написала сценарий, спродюсировала и сыграла главную роль в моноспектакле «Верховная сестра» — полуавтобиографической пьесе, в которой она рассказывает о том, как росла латиноамериканкой в Нью-Йорке в 1970-х и 1980-х годах.
Колон-Зайас была членом театральной труппы «Лабиринт», нью-йоркской труппы бродячих актеров, с момента ее основания в 1992 году. На сцене она сыграла роль Норки в офф-бродвейских постановках «Богоматерь со 121-й улицы» и роль мамы Хайку в постановке лауреата Пулитцеровской премии Киары Алегрии Хьюдс — «Вода по ложке». В 1999 году она появилась в пьесе Филипа Сеймура Хоффмана «В Аравии мы все будем королями».
Одной из самых запоминающихся ролей Колон-Зайас для театралов стала роль «церковной дамы» в драме Стивен Эдли Гуиргиса, удостоенной Пулитцеровской премии — «Между Риверсайдом и безумием», которую в 2014 году сыграла в Atlantic Theater Company, а затем в Second Stage Theater в 2015 году. За эту роль Колон-Зайас была удостоена премии Люсиль Лортель как лучшая актриса второго плана. В 2022 году она сыграла эту роль ещё раз на Бродвее в Second Stage’s Hayes Theatre.
В 2021 году она была удостоена почётной премии Гильдии драматургов США имени Мэдж Эванс и Сиднета Кингсли. Премия — самая продолжительная награда, которой награждаются начинающие драматурги и театральные актрисы за выдающиеся достижения в театре.
На большом экране она появилась в фильмах «Потерянный рейс» (2006), «Право на убийство» (2008) и триллере-антиутопии «Судная ночь 3» (2016).
Колон-Зайас также снималась в таких телесериалах, как «Секс в большом городе», «Закон и порядок: Специальный корпус», «Голубая кровь», «Декстер» и многих других. В 2019 году она получила свою первую постоянную роль в недолговечной драме телеканала OWN «Дэвид становится мужчиной», а в 2021 году присоединилась к актерскому составу, получившей премию «Эмми» драмы «Пациенты», в роли Риты.
В 2022 году Колон-Зайас приобрела значительную известность после того, как сыграла главную роль Тины Марреро в получившем признание критиков драма-комедийном сериале от Hulu «Медведь». Она получила высокую оценку критиков за свою игру, в том числе получила номинацию на премию Гильдии киноактеров США и премию Imagen Awards.
В 2024 году она снимется в роли Джанет в полнометражном анимационно-игровом фэнтезийном комедийном фильме Джона Красински «Воображаемые друзья».
В 2024 году она выиграла премию прайм-тайм «Эмми» в категории «Лучшая женская роль второго плана в комедийном телесериале» за свою роль в сериале «Медведь», став тем самым первой латиноамериканкой, забравшей статуэтку в этой категории.
В мае 2025 года было объявлено, что Колон-Зайас присоединилась к актёрскому составу фильма «Человек-паук: Совершенно новый день» (2026).

## Личная жизнь
Колон-Зайас замужем за актёром Дэвидом Зайасом, известным по роли Анхеля Батисты в сериале Showtime «Декстер».

## Фильмография

### Фильмы
| Год  | Название                            | Название на английском    | Роль                  | Прим.  |
| ---- | ----------------------------------- | ------------------------- | --------------------- | ------ |
| 1995 | Сторож                              | The Keeper                | К. О. Мелендес        |        |
| 2002 | Неверная                            | Unfaithful                | Сварливая учительница |        |
| 2002 | Квартира № 5C                       | Apartment #5C             | Йоланда               |        |
| 2004 | В руках бога                        | Keane                     | 1-й билетный агент    |        |
| 2005 | Высоты                              | Heights                   | Ана                   |        |
| 2006 | Обратная сторона правды             | Freedomland               | Биа                   |        |
| 2006 | Потерянный рейс                     | United 93                 | Валеска Мартинес      | [ 19 ] |
| 2007 | Прощай, детка                       | Goodbye Baby              | Ведущий               |        |
| 2008 | Право на убийство                   | Righteous Kill            | Судья Анхель Родригес |        |
| 2011 | Маргарет                            | Margaret                  | Медсестра             |        |
| 2012 | Обучение полётам                    | Won’t Back Down           | Ивон                  | [ 20 ] |
| 2013 | Почти Рождество                     | All Is Bright             | Mother of Six         |        |
| 2015 | The Stockroom                       | The Stockroom             | Эприл                 |        |
| 2016 | Судная ночь 3                       | The Purge: Election Year  | Дон                   |        |
| 2016 | Всё сразу                           | All at Once               | Линда Рамирес         |        |
| 2016 | Призрачная красота                  | Collateral Beauty         | Мама Тревора          |        |
| 2017 | В Короне пропал кот                 | Lost Cat Corona           | Жасмин                |        |
| 2018 | Покорение Бруклина                  | Breaking Brooklyn         | Мисс Круз             |        |
| 2020 | До/Во время/После                   | Before/During/After       | Хуанита               |        |
| 2021 | Голая сингулярность                 | Naked Singularity         | Лист                  |        |
| 2022 | Всё в порядке                       | Allswell                  | Дейзи                 |        |
| 2023 | Кошки-мышки                         | Cat Person                | Офицер Элейн          |        |
| 2024 | Воображаемые друзья                 | IF                        | Джанет                |        |
| 2026 | Человек-паук: Совершенно новый день | Spider-Man: Brand New Day | TBA                   |        |

### Телевидение
| Год         | Название                            | Название на английском            | Роль                            | Прим.                                            |
| ----------- | ----------------------------------- | --------------------------------- | ------------------------------- | ------------------------------------------------ |
| 1994        | Полицейские под прикрытием          | New York Undercover               | Спикер                          | Эпизод: «Лос Мачетерос»                          |
| 2000        | Последний срок                      | Deadline                          | Социальный работник             | Эпизод: «Daniel in the Lion’s Den»               |
| 2001        | Третья смена                        | Third Watch                       | Мария                           | Эпизод: «Адам 55-3»                              |
| 2002 - 2022 | Закон и порядок                     | Law & Order                       | Луиза / Шерри Велес / Лара Вега | 3 эпизода                                        |
| 2004        | Секс в большом городе               | Sex and the City                  | Мелита                          | Эпизод: «Splat!»                                 |
| 2004        | Королева экрана                     | Hope & Faith                      | Расти                           | Эпизод: «Queer as Hope»                          |
| 2004 - 2015 | Закон и порядок: Специальный корпус | Law & Order: Special Victims Unit | Долорес Родригес / Синди        | 3 эпизода                                        |
| 2005        | Джонни Зиро                         | Jonny Zero                        | Лючия                           | Эпизод: «La Familia»                             |
| 2006        | Убеждение                           | Conviction                        | М. Э. Малдун                    | Эпизод: «Breakup»                                |
| 2006        | Дневники Бедфорда                   | The Bedford Diaries               | Доктор Стерн                    | Эпизод: «Abstinence Makes the Heart Grow Fonder» |
| 2007        | Спаси меня                          | Rescue Me                         | Сара                            | Эпизод: «Balance»                                |
| 2008        | Доктор Хаус                         | House                             | Мария                           | Эпизод «Emancipation»                            |
| 2009        | Добровольцы                         | Taking Chance                     | Агент по продаже билетов        | Телефильм                                        |
| 2009        | Сестра Джеки                        | Nurse Jackie                      | Миссис Армандо                  | Эпизод: «School Nurse»                           |
| 2010        | Как преуспеть в Америке             | How to Make It in America         | Глория                          | Эпизод: «Big in Japan»                           |
| 2010        | Декстер                             | Dexter                            | Палома Арагон                   | Эпизод: «Take It!»                               |
| 2011        | Луи                                 | Louie                             | Мисс Эрнандес                   | 2 эпизода                                        |
| 2011        | Жеребец                             | Hung                              | Глориа                          | Эпизод: «The Whole Beefalo»                      |
| 2013        | Помощь                              | Assistance                        | Дороти                          | Телефильм                                        |
| 2015        | Get Some!                           | Get Some!                         | Микки Мартелл                   | Эпизод: «Chopped»                                |
| 2016        | Помнить всё                         | Unforgettable                     | Лора Бартон                     | Эпизод: «Bad Company»                            |
| 2016        | Голубая кровь                       | Blue Bloods                       | Ана Баэз                        | Эпизод: «Stomping Grounds»                       |
| 2016        | The Pearl                           | The Pearl                         | Эйлин Росадо                    | Телефильм                                        |
| 2017        | Булл                                | Bull                              | ADA Джессика Гудман             | Эпизод: «Already Gone»                           |
| 2018        | Титаны                              | Titans                            | Детектив Джессика Перес         | 2 эпизода                                        |
| 2019        | Доказанная невиновность             | Proven Innocent                   | Лючия Ринкон                    | Эпизод: «Pilot»                                  |
| 2019        | Дэвид становится мужчиной           | David Makes Man                   | Директор Фэллоу                 | 6 эпизодов                                       |
| 2021        | Пациенты                            | In Treatment                      | Рита Ортис                      | 6 эпизодов                                       |
| 2022—н. в.  | Медведь                             | The Bear                          | Тина Марреро                    | Главная роль                                     |

## Театр
| Год  | Название                                 | Роль                                              | Прим.                                          |
| ---- | ---------------------------------------- | ------------------------------------------------- | ---------------------------------------------- |
| 1995 | ¡Olé!                                    | Лиза (Верховная сестра)                           | Офф-Бродвей; драматург                         |
| 1999 | В Аравии Мы Все были Бы Королями         | Дэйзи                                             | Оригинальный офф-бродвейский актерский состав  |
| 2003 | Our Lady of 121st Street                 | Норка                                             | Офф-Бродвей                                    |
| 2003 | Living Out                               | Зоила Тезо                                        | Офф-Бродвей                                    |
| 2005 | Последние дни Иуды Искариота             | Глория / Мать Тереза                              | Офф-Бродвей                                    |
| 2007 | A View From 151st Street                 | Лиа                                               | Офф-Бродвей                                    |
| 2008 | Маленький цветок Ист-Оринджа             | Магнолия / Медсестра 1 / Папа римский Иоанн XXIII | Офф-Бродвей                                    |
| 2009 | Отелло                                   | Эмилия                                            | Офф-Бродвей                                    |
| 2012 | Воды по ложке                            | Мама Хайку                                        | Second Stage Theater Production                |
| 2014 | Между Риверсайдом и Безумием             | Церковная леди                                    | Atlantic Theater Production                    |
| 2015 | Между Риверсайдом и Безумием             | Церковная леди                                    | Second Stage Theater Production                |
| 2017 | Мэри Джейн                               | Шерри                                             | New York Theatre Workshop Production           |
| 2017 | Безупречный                              | Аманда Гарсия                                     | региональный                                   |
| 2019 | Сучки на полпути попадают прямиком в Рай | Сарж                                              | Atlantic Theatre’s Off-Broadway World Premiere |
| 2022 | Между Риверсайдом и Безумием             | Церковная леди                                    | Original Broadway Production                   |

## Награды и номинации
| Награда                                  | Год  | Категория                                                                 | Работа  | Результат | Ист.   |
| ---------------------------------------- | ---- | ------------------------------------------------------------------------- | ------- | --------- | ------ |
| Премия «Золотой глобус»                  | 2025 | Лучшая женская роль второго плана — мини-сериал, телесериал или телефильм | Медведь | Номинация | [ 22 ] |
| Премия «Эмми»                            | 2024 | Лучшая женская роль второго плана в комедийном сериале                    | Медведь | Победа    | [ 23 ] |
| Премия «Эмми»                            | 2025 | Лучшая женская роль второго плана в комедийном сериале                    | Медведь | Ожидается | [ 24 ] |
| Премия «Выбор критиков»                  | 2025 | Лучшая женская роль второго плана в комедийном сериале                    | Медведь | Номинация | [ 25 ] |
| Imagen Awards                            | 2023 | Лучшая актриса второго плана — комедия (телевидение)                      | Медведь | Победа    | [ 26 ] |
| Imagen Awards                            | 2024 | Лучшая актриса второго плана — комедия (телевидение)                      | Медведь | Победа    | [ 27 ] |
| Imagen Awards                            | 2025 | Лучшая актриса второго плана — комедия                                    | Медведь | Ожидается | [ 28 ] |
| Премия Гильдии киноактёров США           | 2023 | Лучший актёрский состав в комедийном сериале                              | Медведь | Номинация | [ 29 ] |
| Премия Гильдии киноактёров США           | 2024 | Лучший актёрский состав в комедийном сериале                              | Медведь | Победа    | [ 30 ] |
| Премия Гильдии киноактёров США           | 2025 | Лучший актёрский состав в комедийном сериале                              | Медведь | Номинация | [ 31 ] |
| Премия Гильдии киноактёров США           | 2025 | Лучшая женская роль в комедийном сериале                                  | Медведь | Номинация | [ 31 ] |
| Премия Ассоциации телевизионных критиков | 2025 | За личные достижения в комедии                                            | Медведь | Ожидается | [ 32 ] |

| Награда                     | Год  | Категория                            | Работа                                   | Результат | Ист.   |
| --------------------------- | ---- | ------------------------------------ | ---------------------------------------- | --------- | ------ |
| Премия Люсиль Лортель       | 2004 | Лучшая актриса второго плана         | Living Out                               | Номинация | [ 33 ] |
| Премия Люсиль Лортель       | 2015 | Лучшая актриса второго плана в пьесе | Между Риверсайдом и Безумием             | Победа    | [ 33 ] |
| Премия Люсиль Лортель       | 2018 | Лучшая актриса второго плана в пьесе | Мэри Джейн                               | Номинация | [ 33 ] |
| Outer Critics Circle Awards | 2020 | Лучшая актриса второго плана в пьесе | Сучки на полпути попадают прямиком в Рай | Победа    | [ 33 ] |
| Obie Award                  | 2020 | Награда за выступление               | Сучки на полпути попадают прямиком в Рай | Победа    | [ 33 ] |
| Премия Лиги Драмы           | 2020 | Награда за выдающееся выступление    | Сучки на полпути попадают прямиком в Рай | Номинация | [ 33 ] |
| Драма Деск                  | 2020 | Лучшая актриса в пьесе               | Сучки на полпути попадают прямиком в Рай | Победа    | [ 33 ] |
| Фонд Гильдии драматургов    | 2021 | Премия Мэдж Эванс и Сидни Кингсли    | Премия Мэдж Эванс и Сидни Кингсли        | Почётная  | [ 9 ]  |

## Внешние ссылки
- Колон-Зайас, Лиза на сайте Instagram
- Колон-Зайас, Лиза в X